# Ƀ
Ƀ ، ƀ یا B ِ سرکش‌دار یکی از حروف الفبای لاتین است. در سامانه‌های آوانگاری این نویسه نشان‌دهندهٔ آوای [β] است. همچنین این حرف مورد استفاده در دو زبان کاتو و ژارائی -از زبان‌های ویتنام- است. کاربرد دیگر این حرف در نگارش زبان ساکسونی باستان است. 